# اثر لوسیفر (کتاب)
اثر لوسیفر: درک چگونگی تبدیل افراد خوب به شیطان (به انگلیسی: The Lucifer Effect: Understanding How Good People Turn Evil)، کتابی است در سال ۲۰۰۷ که شامل اولین شرح مفصل و مکتوب پروفسور فیلیپ زیمباردو از وقایع پیرامون آزمایش زندان استنفورد در سال ۱۹۷۱ است - این آزمایش، یک مطالعه شبیه‌سازی زندان بود که پس از فقط شش روز به دلیل چندین نتیجه ناراحت‌کننده و وقفه ذهنی شرکت کنندگان مجبور به توقف آن شدند. این کتاب شامل بیش از ۳۰ سال تحقیق بعدی در مورد عوامل روانی و اجتماعی است که منجر به ارتکاب اعمال غیراخلاقی توسط افراد اخلاقی می‌شود. این مقاله همچنین سوءاستفاده از زندانیان در زندان ابوغریب را در سال ۲۰۰۳ بررسی می‌کند که شباهت‌هایی به آزمایش استنفورد دارد. این عنوان از داستان عامه‌پسندانهٔ فرشتهٔ محبوب خدا، لوسیفر گرفته شده‌است، سقوط او از جایگاه بالا، و تصور او در نقش شیطان، و تجسم شر است.این کتاب در فهرست پرفروش‌ترین کتاب غیرداستانی نیویورک تایمز قرار دارد و برندهٔ جایزۀ کتاب ویلیام جیمز در سال ۲۰۰۸ از طرف انجمن روانشناسی آمریکا شده‌است.